# 墨田川造船
墨田川造船株式会社（すみだがわぞうせん）は、東京都江東区の造船会社。各種小型高速船を手掛けており、海上保安庁、消防庁、警察庁などの船艇、旅客船、遊覧船などの建造実績がある。

## 概要

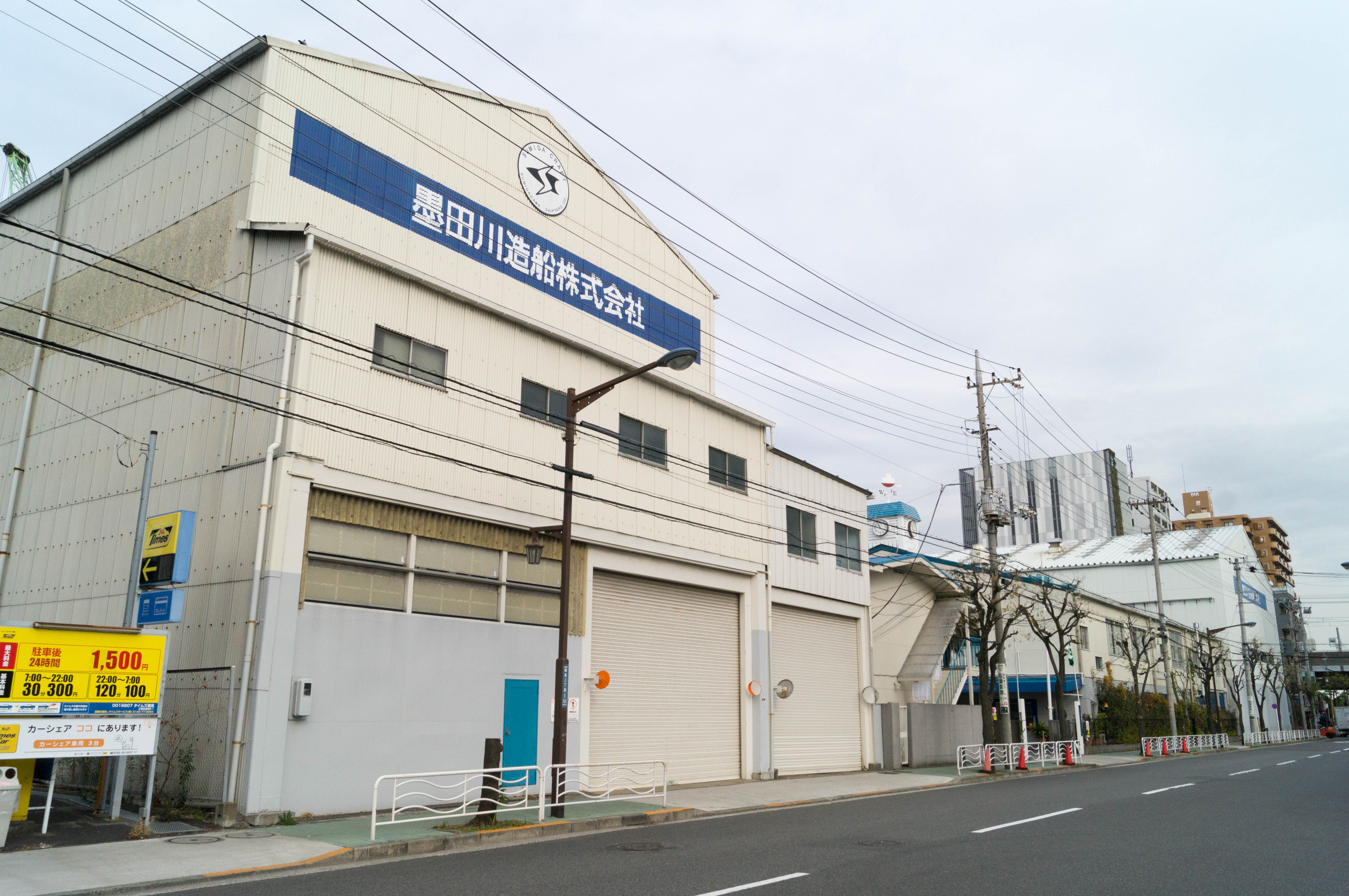
本社工場外観

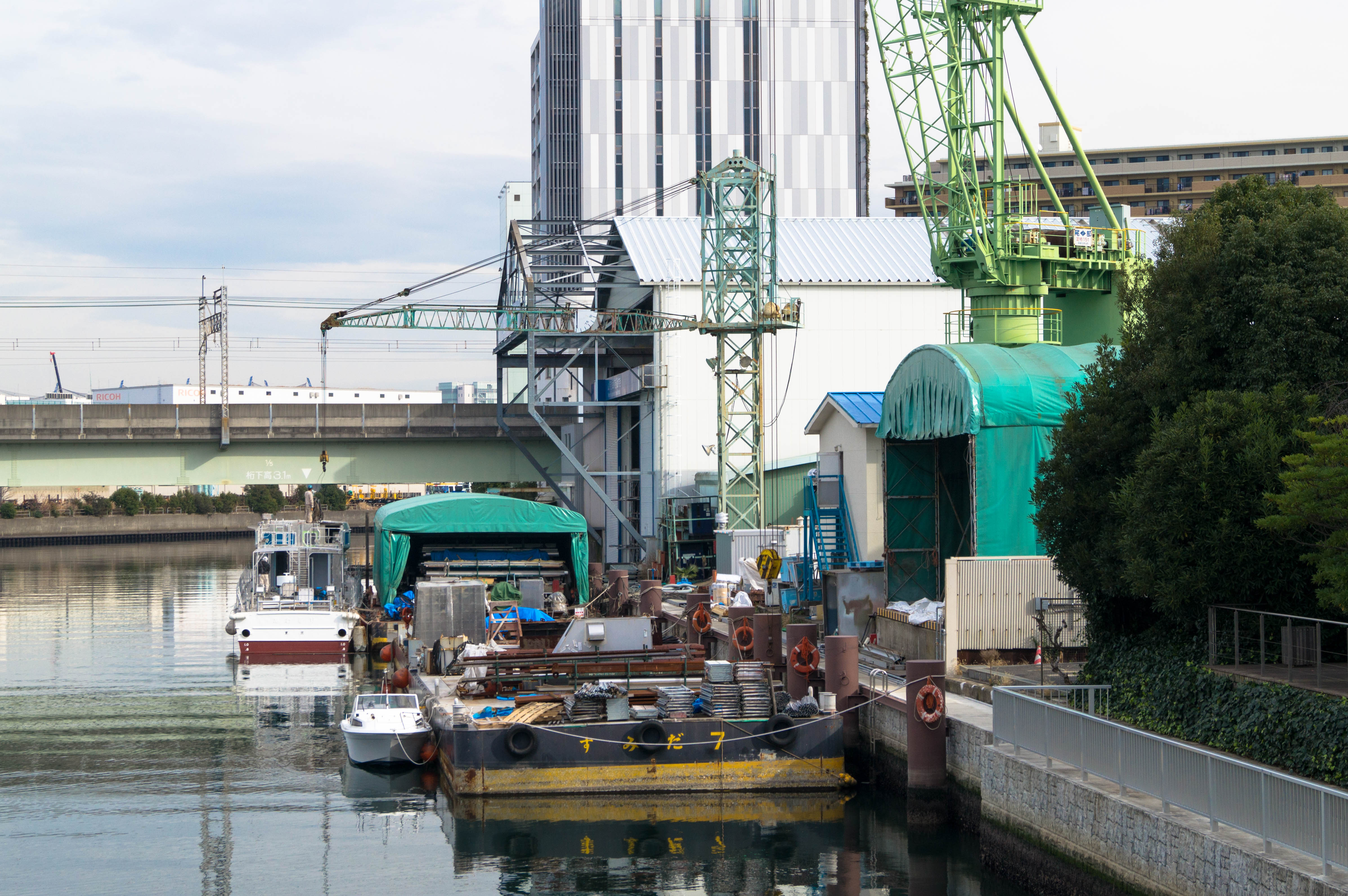
建造岸壁

墨田区向島で小型洋式船を建造していた杉浦造船所を母体に、東京帝国大学造船学科出身の男爵、高橋新八が日本初の本格的な洋式舟艇工場として1913年に設立したのが墨田川造船所である。杉浦造船所は、1860年にイギリス人のヘンリー・クックとオランダ人のフライが横浜に共同で開設したフライ&クック造船所で働いていた日本人の船大工杉浦音次郎が、クックの死去による造船所の閉鎖で、独立して設立したものであった。
設立翌年に高橋が考案した「高橋式つかさ丸型」の船型の特許を取得、これが海軍省に25フィート型高速内火艇として採用され、以後、毎年10隻程度を納入した。第二次世界大戦中は海軍省指定工場となり、内火艇、ランチ、カッターなどを大量生産した。大戦末期には、特攻兵器の震洋も生産している。戦後は、造船用の木材を転用して、家具や組立式住宅を製造するなどして凌いでいたが、1949年に前年発足した海上保安庁から巡視艇2隻を受注して以降、小型の巡視艇を中心に消防艇、警備艇などの官公庁船を建造、シェアを拡大した。
日本初のFRP製ボートの建造、日本初のウォータージェット艇の建造、40ノットを超える速力を発揮可能なスーパーキャピテーションプロペラの開発など、高速船艇の技術開発・建造については国内有数の技術を有する。

### 沿革
- 1913年 - 杉浦造船所を母体に墨田川造船所を墨田区向島に設立。
- 1914年 - 「高橋式つかさ丸型」の特許取得、25フィート型高速内火艇として海軍省が採用。
- 1937年 - 海軍省指定工場となり、内火艇、ランチ、カッターなどを大量生産。
- 1941年 - 品川区鮫洲に新工場を設立。
- 1952年 - 墨田川造船株式会社へ商号を変更。
- 1961年 - 横浜倉庫に買収され、子会社となる。
- 1969年 - 高速道路建設のための用地買収により本社、工場を江東区潮見に移転。
- 2000年 - 第26回主要国首脳会議（九州・沖縄サミット）の際、海上保安庁の船艇の支援のため、整備チームを派遣。
- 2004年 - 第一工場上屋を全天候型の屋内工場に改築、アルミ合金製船舶の建造に対応、建造能力を50mクラスへ拡大。
- 2011年 - 40メートル型浮ドック「すみだ100」を建造、自社に導入。
- 2014年7月28日 - 塗装作業中に爆発事故が発生、下請け会社社員1名が死亡、1名が負傷[2]。

## 主な建造船

### 巡視船・巡視艇

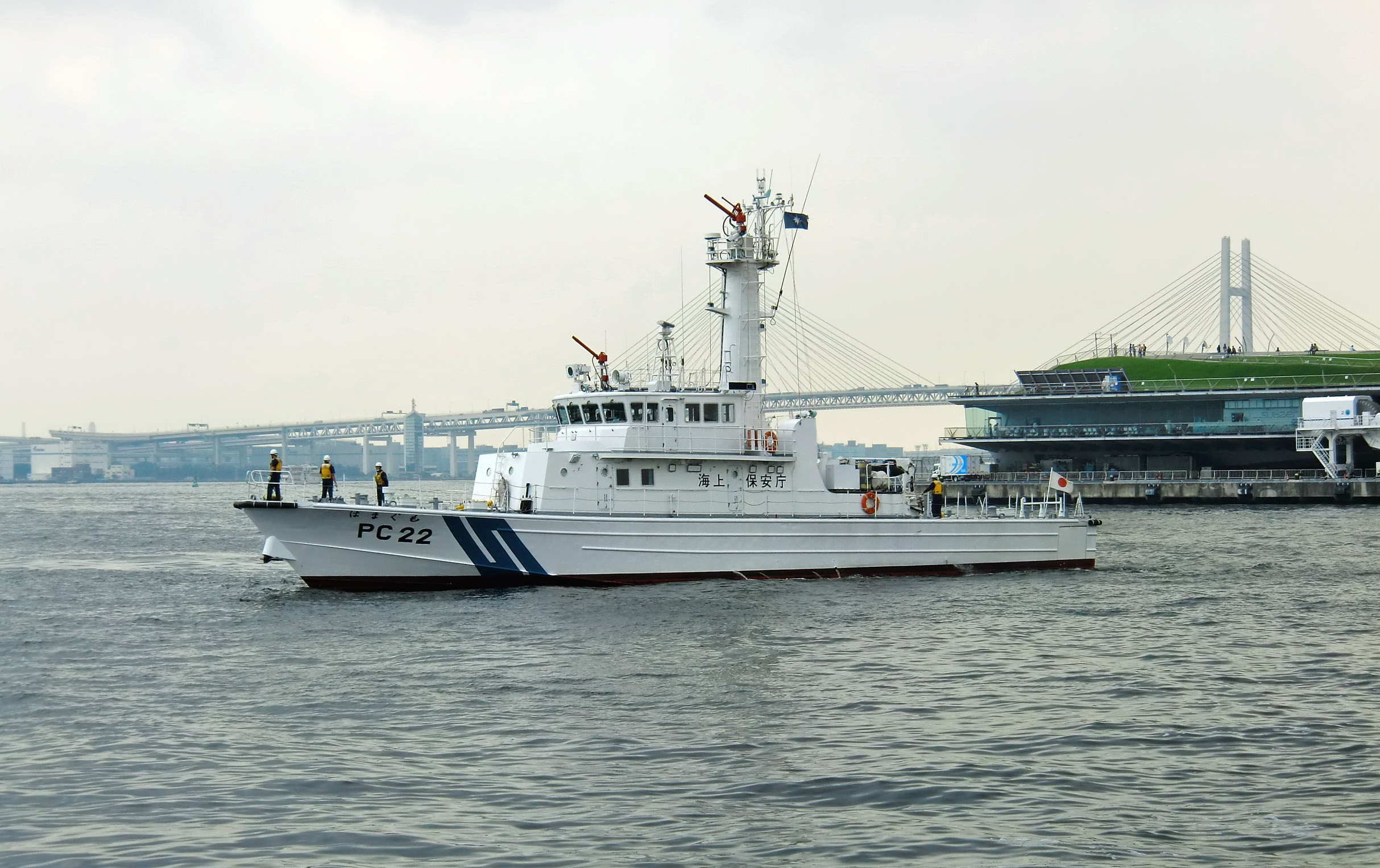
はまぐも型巡視艇「はまぐも」

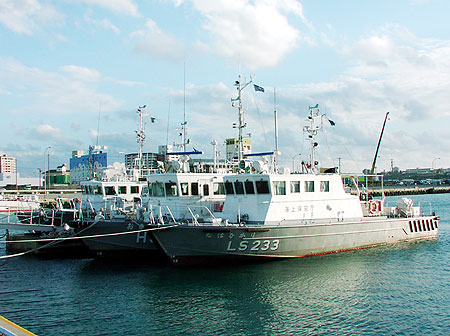
なはひかり型灯台見回り船「なはひかり」

- よど型巡視艇 - 「よど」「ふどう」「りゅうせい」「あおたき」
- あそぎり型巡視艇 - 「なおづき」
- はまぐも型巡視艇 - 「はまぐも」「あわなみ」「うらなみ」
- かがゆき型巡視艇 - 「なつぐも」「あきぐも」「いきぐも」「なつづき」「あわぐも」「しまぐも」「こまゆき」「いそなみ」「なごづき」
- なつぎり型巡視艇 - 「なつぎり」「すがなみ」
- はつなみ型巡視艇 - 「いそなみ」「はつづき」「はなづき」
- はなゆき

- むらくも型巡視艇 (初代) - 「むらくも」「やえぐも」「あさぐも」「なつぐも」「たつぐも」
- ことなみ型巡視艇 - 「ことなみ」「はたぐも」「うらゆき」「ゆうづき」「あわぎり」
- すずかぜ型巡視艇 - 「でいご」「ゆうな」「るりかぜ」「あだん」「うけゆり」「さつかぜ (2代)」
- なはひかり型灯台見回り船 - 「なはひかり」
- つくば
- あかぎ型巡視船 (2代) - 「あかぎ」「つくば」「しづき」「たかちほ」
- しもじ型巡視船 - 「しもじ」「くりま」「しぎら」「みかづき」

### 支援船（海上自衛隊）
- 油船25号型 - 「油船27号」

### 消防艇
- 東京消防庁 - 「みやこどり (3代)」
- 福岡市消防局 - 「飛龍 （3代)」

### 旅客船
- 羽幌沿海フェリー - 「さんらいなぁ2」

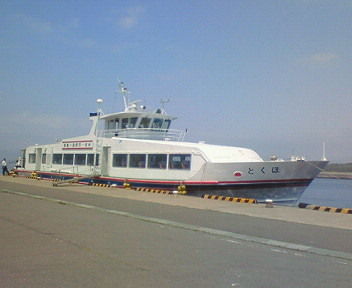
シィライン「ほくと」

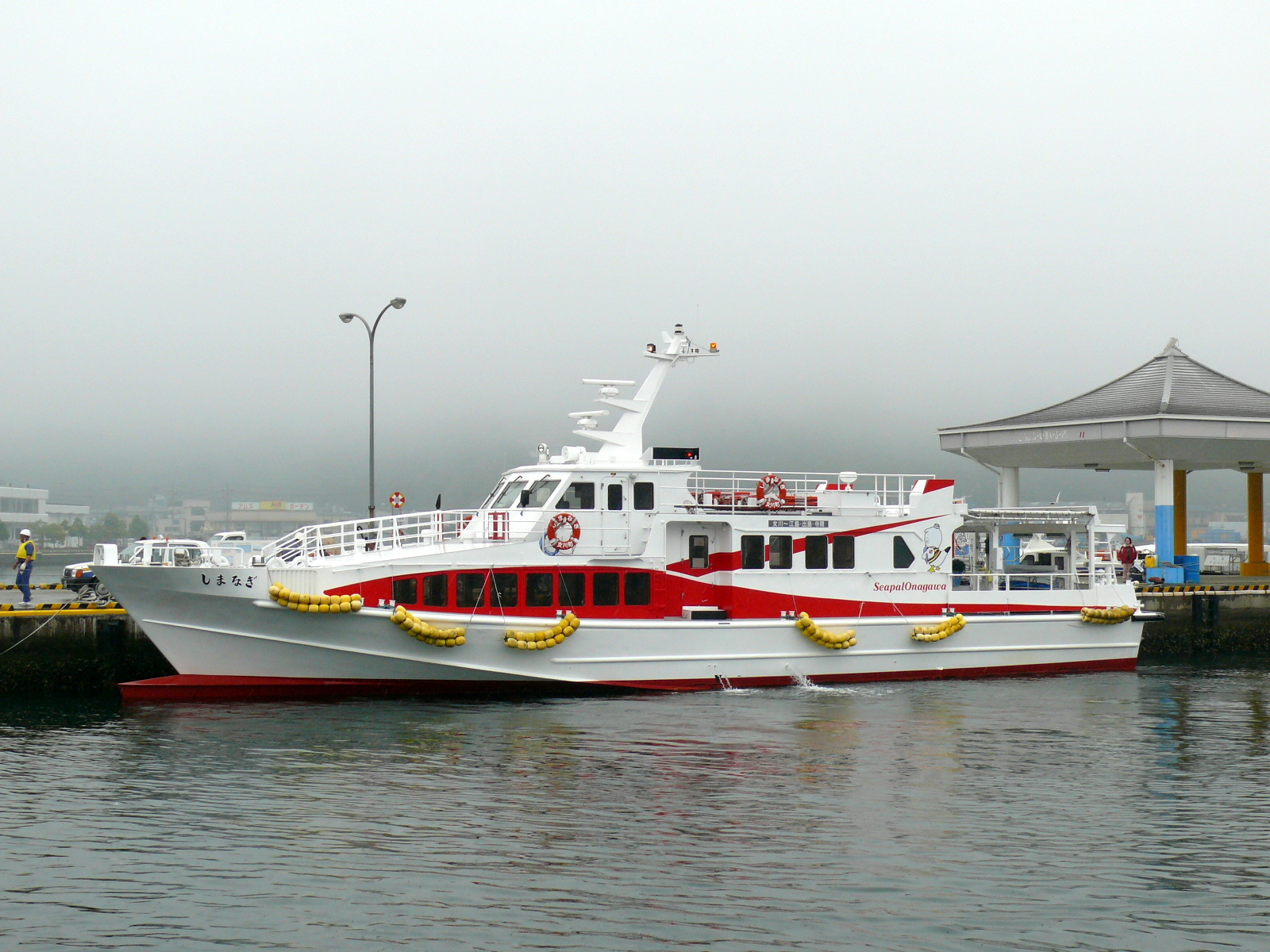
シーパル女川汽船「しまなぎ」

- シィライン - 「ポーラスター」「ほくと」
- シーパル女川汽船 - 「しまなぎ」
- 松島島巡り観光船企業組合 - 「仁王丸」
- 塩竈市営汽船 - 「しおじ」
- 粟島汽船 - 「いわゆり」「あすか」
- 佐渡汽船 - 「あいびす」
- 東京都観光汽船 - 「海舟」「道灌」「竜馬」「すみだ2」「すみだ3」
- 野尻湖定期船会社 - 「雅」
- 丸文松島汽船 - 「あおば」
- 伊豆箱根鉄道 - 「こばるとあろー」「こばるとあろー2」「こばるとあろー3」「こばるとあろー5」「竜宮丸」
- 富士急マリンリゾート - 「イルドバカンス2世号」
- 岩手県北自動車 - 「第七陸中丸」「第十二陸中丸」
- 静岡観光汽船 - 「ベイプロムナード」
- オリエンタルランド - 「マークトウェイン号」

### 水陸両用バス

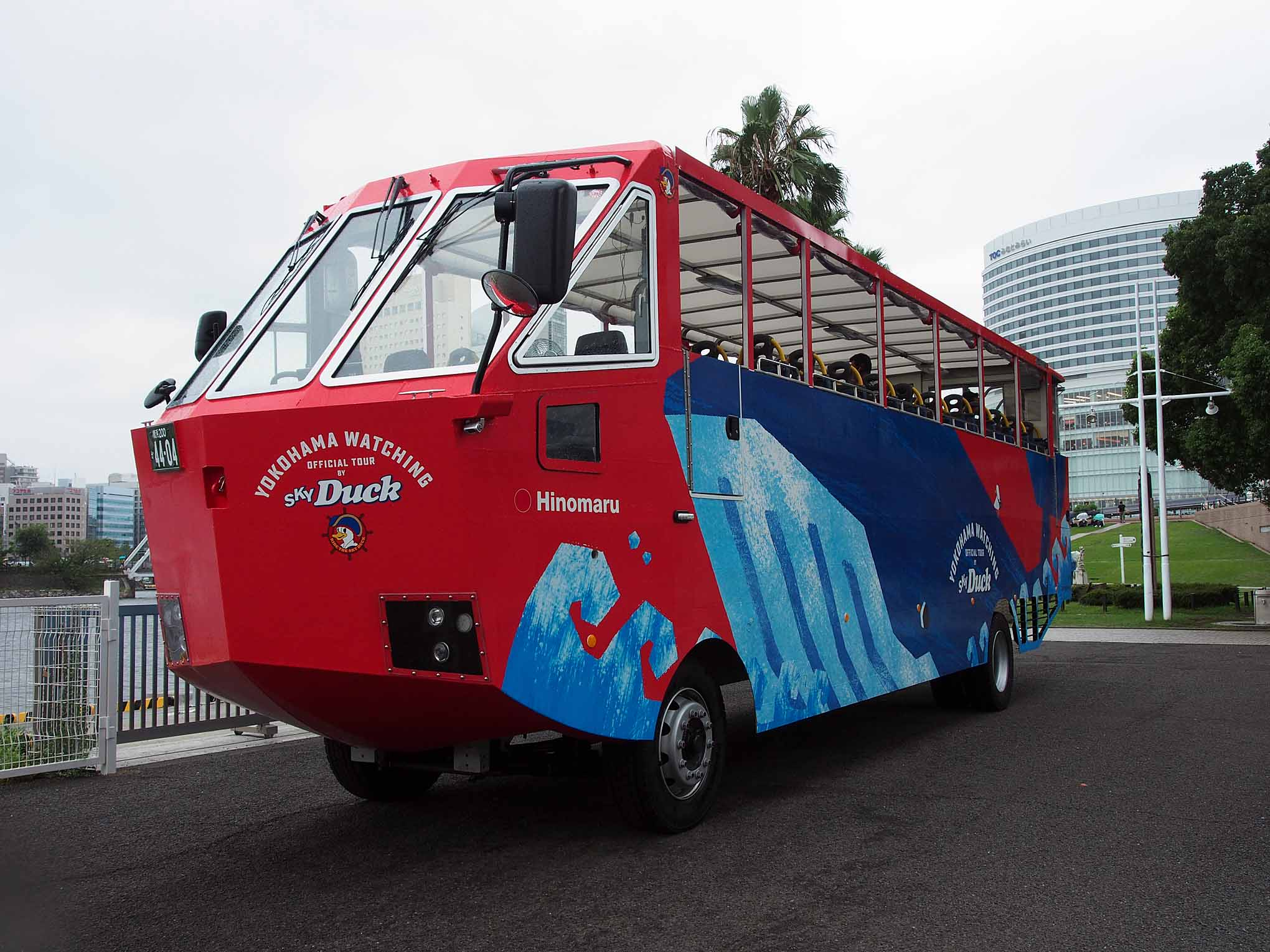
日の丸自動車興業「スカイダック横浜」

- 日の丸自動車興業 - 「スカイダック」

## メディア放送・掲載
- 2017年1月22日 Story 〜長寿企業の知恵〜 #002 墨田川造船株式会社 代表 石渡秀雄[3]